# Deaflympics d'hiver de 1953
Le Deaflympics d'hiver de 1953, officiellement appelés les deuxièmes Deaflympics d'hiver, a lieu du 20 au 24 février 1953 à Oslo, en Norvège. Les Jeux rassemblent 44 athlètes de six pays. Ils participent dans un seul sport et quatre disciplines qui regroupent un total de neuf épreuves officielles, soit quatre de plus qu'en 1949. En sont absents la Suisse, vainqueur du Deaflympics d'hiver de 1949 et la Tchécoslovaquie ; les nouveaux participants sont la Norvège, la Yougoslavie et l'Allemagne. L'équipe de Norvège a remporté le Deaflympics d'hiver de 1953.

## Désignation de la ville hôte
La ville norvégienne Oslo est choisi pour les deuxièmes Deaflympics d'hiver. C'est la dernière fois que les Deaflympics d'hiver passe la même année de celle de Deaflympics d'été.

## Sport

### Sports individuels
- Combiné nordique
- Ski Combiné
- Ski Descente
- Ski de fond
- Saut à ski
- Ski slalom

### Sports en équipe
- Ski de fond Relais

## Pays participants
- Allemagne
- Autriche
- Finlande
- Norvège
- Suède
- Yougoslavie

## Compétition

### Tableau des médailles
- Pays organisateur (Norvège)

| Rang   | Nation      | Or | Argent | Bronze | Total |
| ------ | ----------- | -- | ------ | ------ | ----- |
| 1      | Norvège     | 5  | 4      | 4      | 13    |
| 2      | Finlande    | 3  | 2      | 2      | 7     |
| 3      | Autriche    | 1  | 1      | 0      | 2     |
| 4      | Yougoslavie | 0  | 1      | 1      | 2     |
| 5      | Suède       | 0  | 1      | 0      | 1     |
| 6      | Allemagne   | 0  | 0      | 1      | 1     |
| Total: | Total:      | 9  | 9      | 8      | 26    |